# Уаихоу
Уаихоу (англ. Waihou River) — река Северного острова Новой Зеландии.

## География
Река длиной 150 км протекает в северном направлении около городов Путаруру, Те-Ароа, Паэроа и впадает в залив Ферт-оф-Темс. У устья реки образовалась аллювиальная равнина Хаураки. Через реку проложен мост Копу, самый длинный однополосный мост в стране. Данное место известно тем, что здесь произошло большое количество ДТП. У реки есть два притока: Орака и Огайнери.
В 1979 году несколько речных водопадов были подорваны для того, чтобы организовать судоходный маршрут на реке.
В реке водятся такие виды рыб, как кумжа и микижа.

## Галерея

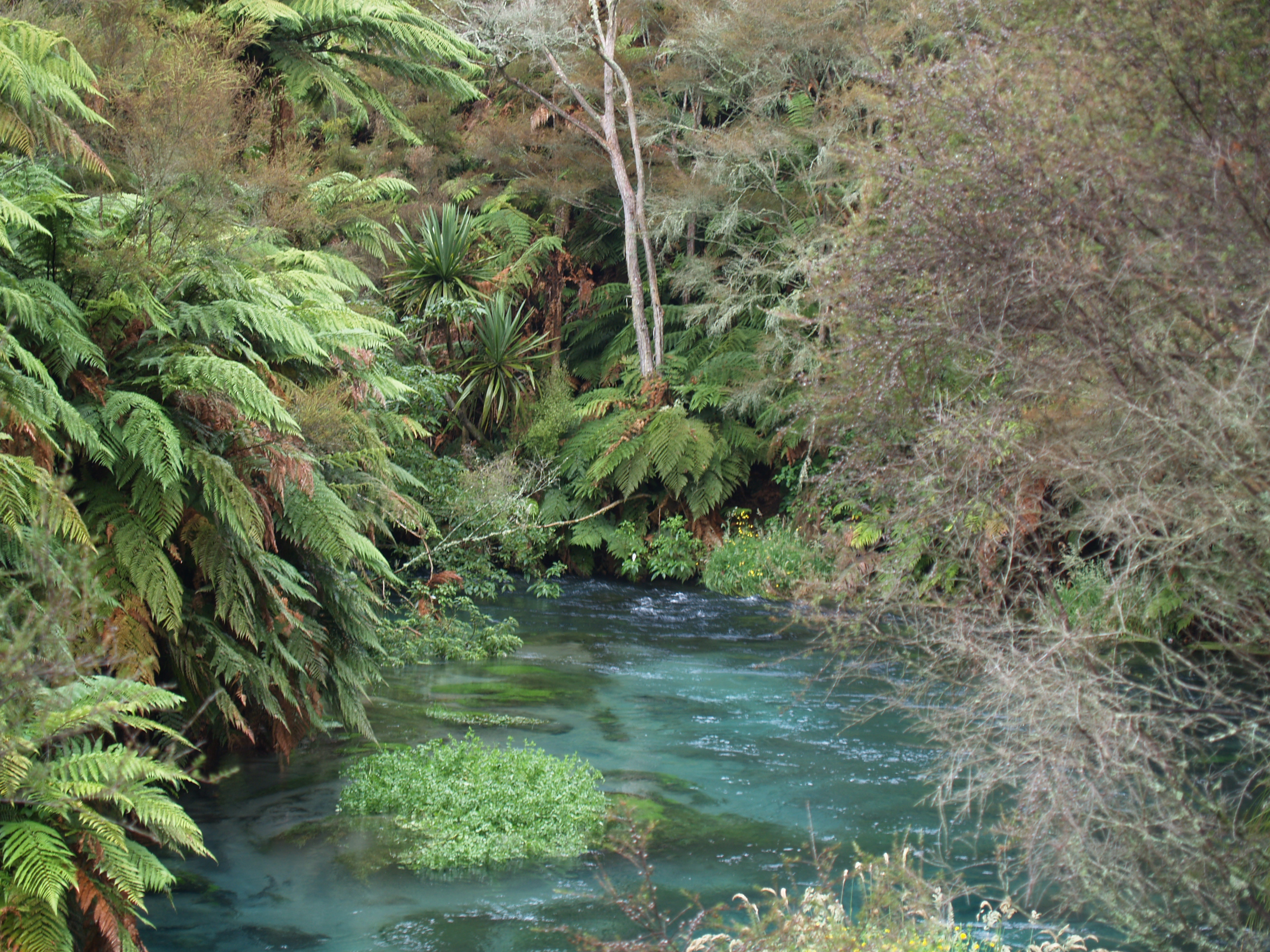
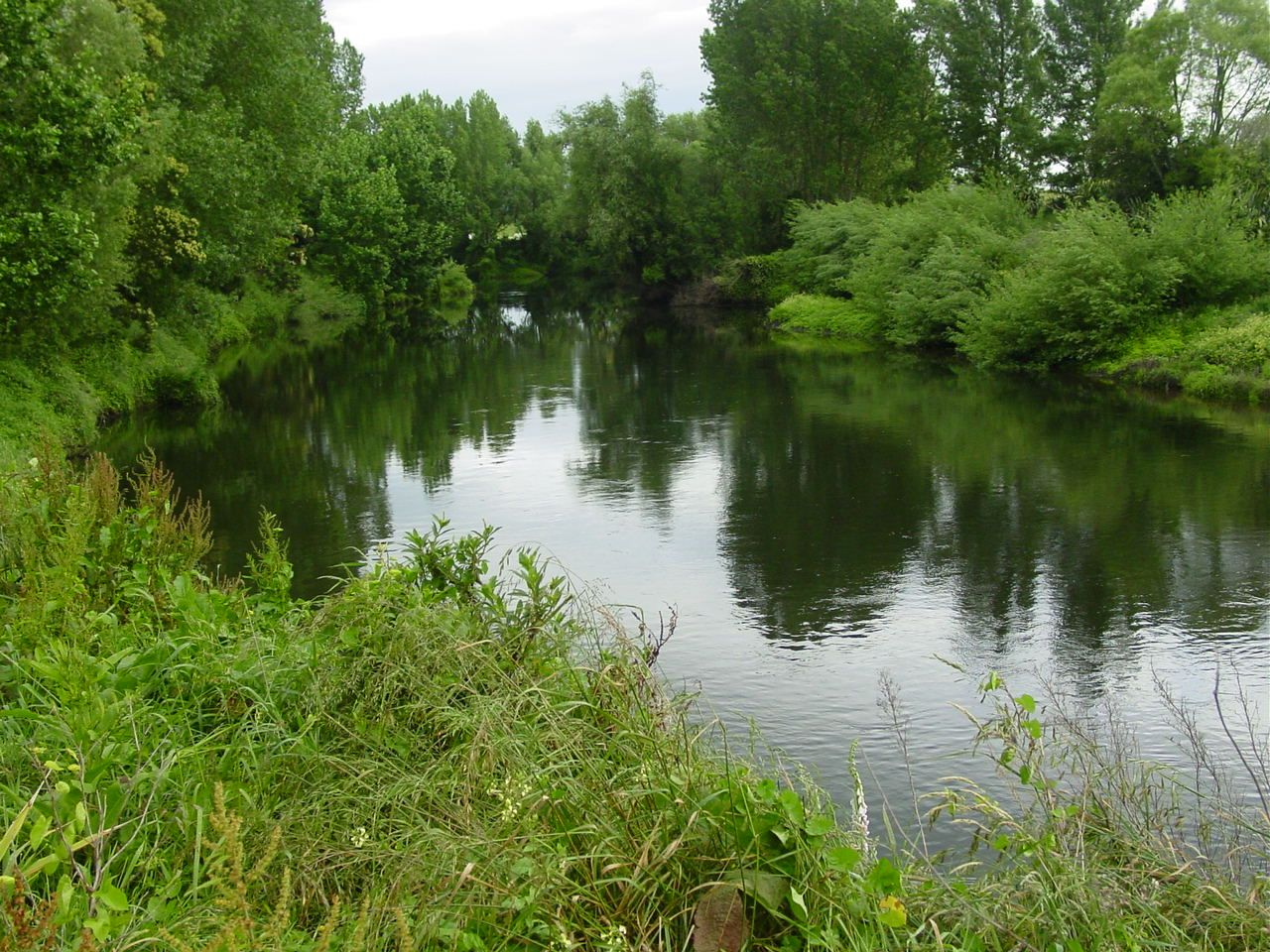
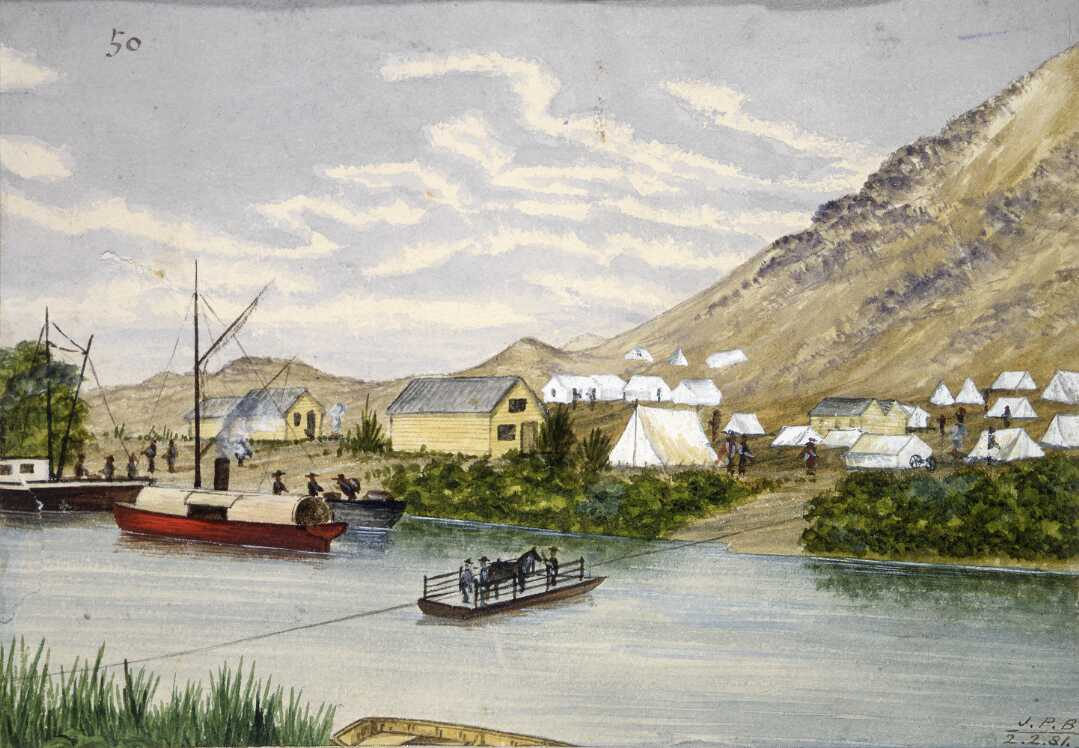